# Ернест Чапман
непознато
Ернест Вилијам Чампан (енгл. Ernest William Chapman; Сиднеј, 11. април 1926 — 21. март 2013) био је аустралијски веслачки репрезентативац, доживотни члан Веслачког клуба Сиднеј из Сиднеја. Најчешће је веслао у саставу осмерца. 
Учествовао је на Летњим олимпијским играма 1952. као други веслач посаде аустралијског осмерца. Освојили су бронзану медаљу иза чамаца САД и СССР. Веслали су у саставу: Боб Тининг, Ернест Чапман, Нимрод Гринвуд, Дејвид Андерсон, Џеф Вилијамсон, Мервин Финли, Едвард Пејн, Фил Кејзер и кормилар Том Чесел.
Чампан је од 1951. седам узастопних сезона био заменик капитена Веслачког клуба Сиднеј. У два мандата био је председник клуба од 1975 до 1978, а затим од 1979 до 1995.
Постхумно је одликован Орденом Аустралијског олимпијског комитета за рад у веслачком спорту. 